# 하이디 클룸
하이디 클룸(독일어: Heidi Klum, 1973년 6월 1일 ~ )은 독일의 모델로 베르기슈글라트바흐 출신이다. 빅토리아 시크릿의 간판 모델로 유명하다. 은퇴 이후 현재 쇼호스트, 배우, 프로듀서 등으로 활동하고 있다.

## 경력

### 모델
신장은 177cm로 1991년 겨울 친구인 카린의 권유로 독일의 전국적인 슈퍼모델 선발대회인 모델92(Model 92)에 참가하게 되고, 25,000명의 지원자를 제치고 1992년 4월 15일 마지막 대회를 통해 우승함으로써 모델계에 데뷔하게 된다. 우승 후에 독일의 모델에이전시인 메트로폴리탄(Metropolitan)으로부터 연봉 300,000달러의 계약 제안을 받고 1992년 6월 졸업 후 제안을 받아들여 패션 디자이너로서의 공부를 그만두고 모델활동을 시작하게 되었다. 처음에는 유럽의 파리, 밀라노 등에서 활동하다가 1993년 여름 마이애미를 거쳐 뉴욕으로 진출하여 더욱 영향력있는 모델로 성장하게 된다. '피네스' 샴푸 선전을 시작으로 지방시 향수 모델을 거쳐 빅토리아 시크릿의 간판 모델로 발탁되었으며 빅토리아 시크릿과의 만남이 그녀를 성공의 정점에 도달하게 만들었다. 세계적으로 유명한 패션잡지인 보그, 엘르, 마리 끌레르 등에서 표지모델로도 활동하였다. 1998년 독일 여성으로서는 처음으로 "Sports Illustrated Swimsuit Issue"의 표지모델이 되는 영광을 얻었다. 타이라 뱅크스와 함께 모델계의 보석으로 불리였지만 현재 모델은 은퇴한 상태이다.

### 배우 활동
하이디 클룸은 1995년 《이야기 도시》에 카메오 역할로 출연함으로써 연기자로서의 첫 걸음을 내디뎠다. 처음에는 연예 주간지 엔터테인먼트 위클리에서 그 해의 최악의 TV 게스트들 중 하나라고 비판받았지만 그녀의 첫 영화인 2001년에 개봉된 코미디 영화 《블로우 드라이》와 2004년 개봉된 영화인 《엘라 인챈티드》가 크게 성공하면서 이러한 비평은 수그러 들었다. 이후 《악마는 프라다를 입는다》(2006년), 《퍼펙트 스트레인저》(2007년)의 영화에 카메오로서 출연하였다.

### 쇼 호스트
MTV의 프로그램 중 밀라노의 "Fashionably Loud Europe 2001"와 "Teenage Dirtbag"의 진행자로 발탁되었지만 대중에게 많이 알려지지는 못하였다. 하지만 2004년 12월 미국 케이블 채널인 브라보의 리얼리티 쇼인 프로젝트 런웨이(Project Runway)에서 클룸은 진행자, 심사위원, 제작자였는데 이 프로그램이 첫 시즌부터 큰 인기를 끌면서 하이디 클룸도 대중에게 좀 더 알려지게 되었다.또한 2005년과 2006년에 리얼리티 쇼의 뛰어난 진행자로 평가되어 에미상을 수상하였고 뉴욕 타임스는 2005년 2월에 이 프로그램을 리얼리티 쇼의 프라다(Prada)라고 평가하였다. 이외에도 클룸은 Germany's Next Topmodel이라는 슈퍼모델끼리의 경쟁을 다룬 리얼리티 TV쇼의 공동 프로듀서이며 진행을 맡고 있다.

## 사회 활동

### 속옷 기부
2011년 3월 2일 아카데미 시상식 파티와 함께 진행된 엘튼존 후원의 에이즈 기금 행사에서 즉흥기부제안을 받고 가지고 있는 물건이 없다며 고민하다가 즉석에서 입고있던 속옷을 기부해 화제가 되었다.

### 경제적 능력
클룸은 2007년 7월까지 12달 동안 약 8백만 달러를 벌어들여 포브스지에 세계에서 가장 많은 수입을 벌어들인 15명의 슈퍼모델 중 3위로 선정되었다. 또한 2008년에는 그녀의 수입이 약 1400만달러로 예측되어 케이트 모스의 750만 달러를 훨씬 능가하며 2위로 올라섰다. 2011년 현재 그녀의 수입은 1600만 달러로 추측되고 있으며 수입, 영향력, 사회적 순위가 각각 87, 86, 49위로 세계의 유명인사 100인(The Celebrity 100)에 선정되었다.

## 사생활

### 가족관계
- 前 배우자 실
  - 딸 레니 (Leni Samuel, 2004년 5월 4일)
  - 아들 헨리(Henry Gunther Ademola Dashtu Samuel, 2005년 9월 12일)
  - 아들 요한 (Johan Riley Fydor Taiwo Samuel, 2006년 11월 22일
  - 딸 루 (Lou Sulola Samuel, 2009년 10월 9일[10][11]

### 결혼과 결별
엠파이어 스테이트 빌딩 꼭대기에서 이탈리아 출신의 유명 헤어디자이너인 릭 피피노(Ric Pipino)의 청혼을 받아들인 후 하이디 클룸은 1997년 여름에 그와 결혼하게 된다. 그들은 전통적인 결혼식을 하였는데 독일의 전통에 따라 클룸은 이 결혼식에서 요들송을 불렀고, 남편인 릭 피피노는 사다리를 타고 올라가 나무 황새로부터 인형을 되찾아왔다.그러나 이 둘의 결혼생활은 서로 바쁜사이에 소홀해져 결국 결혼 후 5년 만인 2002년 11월 25일 이혼하게 되었다. 피피노와의 결별 직후 클룸은 레드 핫 칠리 페퍼스의 보컬인 앤서니 키에디스(Anthony Kiedis)와 잠시 사귀는 듯 하더니 카레이서 팀의 매니저로 있는 이탈리아인 억만장자 플라비오 브리아토레(Flavio Briatore)와 사랑에 빠졌다. 사귄 지 9개월이 지난 후 그와의 사이에서 아이를 임신하게 되지만 바람둥이였던 브리아토레는 이를 부정하였고 그렇게 둘은 결별하게 된다.

### 재혼
두 번의 사랑에 대한 안 좋은 경험으로 상처입은 클룸은 마침내 영국 출신의 R&B 가수인 씰을 만나게 된다. 씰은 클룸이 플라비오 브리아토레의 아이를 임신 있는 중에 그녀를 만나 사랑하게 되었다. 씰은 자신의 핏줄이 아닌 딸 레니의 출산과정을 끝까지 지켜보며 마치 자신의 아이인 것처럼 레니를 아끼는 것으로 알려져 있으며 레니의 나이가 만 5세이었던 해의 크리스마스전에 정식으로 레니를 입양한 것으로 알려져 있다. 씰은 헬기를 빌려 자연적으로 생긴 얼음굴에 하이디 클룸을 데려가 무릎을 꿇고 청혼하였다. 씰과 클룸은 2005년 5월 10일 멕시코의 해안에서 결혼했다. 결혼 후 이들 부부는 아들 헨리, 요한과 딸 루를 출산하게 된다. 두 사람은 클룸이 브리아토레로부터 아기를 임신한 채 버림받았을 때 씰이 그녀를 따뜻하게 감싸주면서 사랑을 키워나갔다. 또한 그들은 백인과 흑인의 연애라는 주변의 냉담한 시선을 극복하고 결혼해 사람들에게 감동을 줬으며 이로 인해 피플지가 선정한 가장 아름다운 커플 1위에 선정되기도 하였고 짐비오에 의한 100 Hotest Celebrity Couples of 2011중 16위에 올랐다. 이 커플은 매년 결혼기념일에 맞춰 혼인서약식을 가져 부부금슬을 매년 다짐하는 계기로 삼고있으며 올해로 6번째 결혼을 하였다. 2010년 발매된 씰의 음반중 〈Secret〉이란 곡의 뮤직비디오에 하이디 클룸이 남편을 위해 기꺼이 알몸의 모습으로 출연하여 화제가 되기도 하였다. 하지만 결혼 7년 만에 두사람은 각자의 길을 걷기로 합의하고 결국 이혼을 발표하였다. 또한 씰은 아내의 하이디 클룸이 이혼 전 보디가드와의 부적절한 관계임을 폭로하며 큰 충격을 안겨주었고, 클룸은 현재 자신의 보디가드인 마틴 크리스틴과 교제중임을 밝혔다.

## 출연 작품

### 텔레비전
- 이야기 도시 (Spin City, 1990) - 본인 역
- 섹스 앤 더 시티 (Sex and the City, 2001) - 본인 역
- 말콤네 좀 말려줘 (2002)
- 예스, 디어 (Yes, Dear, 2002) 에피소드 "Jimmy Saves the Day"
- CSI: 마이애미 (2003) - 본인 역
- 프로젝트 런웨이 (Project Runway 2004-17) (브라보, 라이프타임)
- Germany’s Next Topmodel (2006~)
- 내가 그녀를 만났을 때 (How I Met Your Mother, 2007) 에피소드 "The Yips"
- 위기의 주부들 (2010) - 본인 역
- 리틀펫샵 (2012-6) - 목소리
- 팍스 앤 레크리에이션 (2013)
- 아메리카 갓 탤런트 (2013-8, 2020~)

### 영화
- 스튜디오 54 (1998)
- 블로우 드라이 (Blow Dry, 2001) - 조연 Jasmine 역
- 쥬랜더 (2001) - 본인 역
- 엘라 인챈티드 (Ella Enchanted, 2004) - Brumhilda 역
- 피터 셀러스의 삶과 죽음 (The Life and Death of Peter Sellers, 2004) - 우르줄라 안드레스 역
- 악마는 프라다를 입는다 (The Devil Wears Prada, 2006) - 본인 역
- 퍼펙트 스트레인저 (Perfect Stranger, 2007)
- 빨간 모자의 진실 2 (Hoodwinked Too! Hood vs. Evil, 2011) - 하이디 역 (목소리)
- 오션스8 (2018) - 본인 역
- 아틱 저스티스: 썬더 스쿼드 (2019) - 목소리

## 수상 경력
- 2008년 피버디상
- 2013년 에미상

## 기타
하이디 클룸은 여행할 때 행운의 부적으로써 그녀의 유치를 주머니에 담아다닌다. 2002년 8월 16일 카리브 해에 위치한 그레나다에서는 그녀의 사진이 실린 우표를 만들어 판매했다.